# 利默里克 (喬治亞州)
利默里克（英語：Limerick）是位於美國喬治亞州利柏提縣的一個非建制地區。該地的面積和人口皆未知。

## 地理
利默里克的座標為31°50′13″N 81°23′09″W / 31.83694°N 81.38583°W，而該地的平均海拔高度為3米（即10英尺）。